# District de Nyabihu

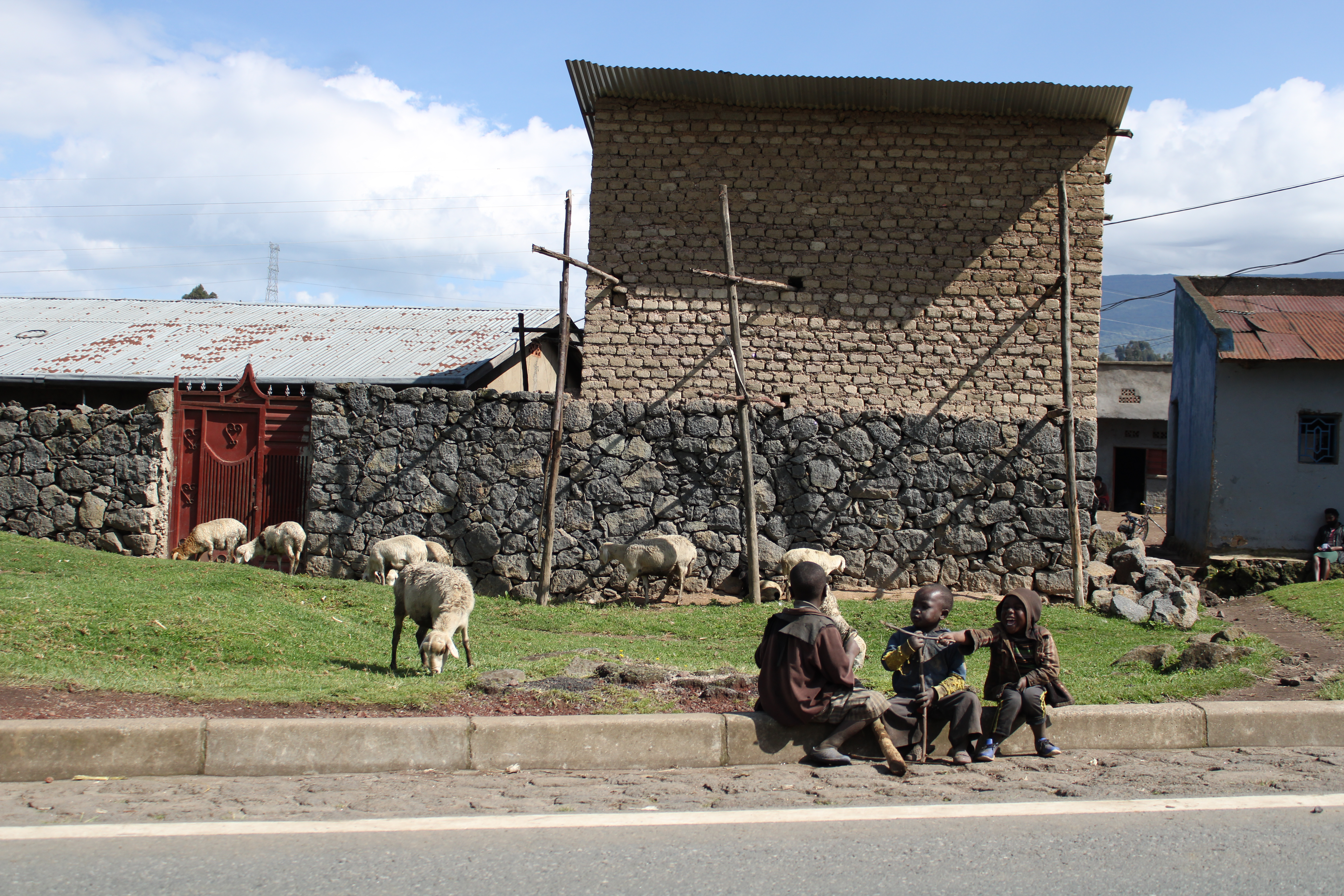
Kora, un village du district.

Le district de Nyabihu est un district qui se trouve dans la Province de l'Ouest du Rwanda.
Il se compose de 12 secteurs (imirenge) : Bigogwe, Jenda, Jomba, Kabatwa, Karago, Kintobo, Mukamira, Muringa, Rambura, Rugera, Rurembo, Shyira.
Au recensement de 2012, la population est de 294 740 habitants.
Le chef-lieu est Mukamira.